# Brittanichthys
Brittanichthys es un género de peces de la familia Characidae en el orden de los Characiformes.

## Especies
Hay dos especies en este género:
- Brittanichthys axelrodi Géry, 1965
- Brittanichthys myersi Géry, 1965